# CONCACAF Champions League 2010/11
Die CONCACAF Champions League in der Saison 2010/11 ist die dritte Auflage des Wettbewerbs.
Das Turnier begann Ende Juli 2010 mit der Qualifikation und endete mit dem Rückspiel des Finals Ende April 2011. Im Finale siegte der mexikanische Klub CF Monterrey gegen Real Salt Lake aus den USA. Zum besten Torschützen des Turniers wurde der Mexikaner Javier Orozco ernannt. Er erzielte 11 Tore für CD Cruz Azul.
Der Sieger qualifiziert sich für die FIFA-Klub-Weltmeisterschaft 2011.

## Teilnehmerfeld
In der CONCACAF Champions League 2010/11 nahmen 24 Mannschaften teil. Die Mannschaften kamen aus Nordamerika, der Karibik und Zentralamerika.
| - Mexiko (Primera División) - CD Cruz Azul - CF Monterrey - Deportivo Toluca - Santos Laguna - USA (Major League Soccer - 2009) - Real Salt Lake - Columbus Crew - Los Angeles Galaxy - Seattle Sounders FC - Honduras (Liga Nacional) - CD Marathón - CD Olimpia - CD Motagua1 - Panama (ANAPROF) - CD Árabe Unido - Tauro FC - San Francisco FC1 - Costa Rica (Primera División) - Brujas FC - Deportivo Saprissa | - Guatemala (Liga Nacional) - CSD Municipal - Club Xelajú MC - El Salvador (Primera Divisíon) - CD FAS - AD Isidro Metapán - Kanada (Canadian Championship - 2010) - Toronto FC - Karibik (CFU Club Championship - 2010) - Puerto Rico Islanders FC - Joe Public FC - San Juan Jabloteh |

1CD Motagua und San Francisco FC konnten nachrücken, da Belize (Belize Defence Force FC) und Nicaragua (Real Estelí) keine Genehmigung von der CONCACAF bekamen. Die Stadien der Länder erfüllten nicht den Anforderungen.

## Preliminary Round (Qualifikationsrunde)
Die Paarungen der Qualifikationsrunde wurden am 19. Mai 2010 ausgelost. Die Hinspiele fanden zwischen dem 27. und 29. Juli, die Rückspiele zwischen dem 3. bis 5. August statt.
|                     | Gesamt |                          | Hinspiel | Rückspiel |
| ------------------- | ------ | ------------------------ | -------- | --------- |
| CD FAS              | 3:1    | Club Xelajú MC           | 1:1      | 2:0       |
| Brujas FC           | 4:6    | Joe Public FC            | 2:2      | 2:4       |
| San Juan Jabloteh   | 0:6    | Santos Laguna            | 0:1      | 0:5       |
| San Francisco FC    | 2:9    | CD Cruz Azul             | 2:3      | 0:6       |
| Los Angeles Galaxy  | 3:5    | Puerto Rico Islanders FC | 1:4      | 2:1       |
| Tauro FC            | 2:4    | CD Marathón              | 0:3      | 2:1       |
| Seattle Sounders FC | 2:1    | Isidro Metapán           | 1:0      | 1:1       |
| Toronto FC          | 3:2    | CD Motagua               | 1:0      | 2:2       |

## Group Stage (Hauptrunde)
Die Spiele der Group Stage fanden von August bis Oktober 2010 statt. Die erste Runde begann am 17. August 2010.

### Gruppe A
| Pl. | Verein         | Sp. | S | U | N | Tore    | Diff. | Punkte |
| --- | -------------- | --- | - | - | - | ------- | ----- | ------ |
| 1.  | Real Salt Lake | 6   | 4 | 1 | 1 | 017:110 | +6    | 13     |
| 2.  | Cruz Azul      | 6   | 3 | 1 | 2 | 015:900 | +6    | 10     |
| 3.  | Toronto FC     | 6   | 2 | 2 | 2 | 005:700 | −2    | 08     |
| 4.  | Árabe Unido    | 6   | 1 | 0 | 5 | 004:140 | −10   | 03     |

### Gruppe B
| Pl. | Verein        | Sp. | S | U | N | Tore    | Diff. | Punkte |
| --- | ------------- | --- | - | - | - | ------- | ----- | ------ |
| 1.  | Santos Laguna | 6   | 4 | 1 | 1 | 019:700 | +12   | 13     |
| 2.  | Columbus Crew | 6   | 4 | 0 | 2 | 010:400 | +6    | 12     |
| 3.  | CSD Municipal | 6   | 2 | 2 | 2 | 009:130 | −4    | 08     |
| 4.  | Joe Public    | 6   | 0 | 1 | 5 | 007:210 | −14   | 01     |

### Gruppe C
| Pl. | Verein              | Sp. | S | U | N | Tore    | Diff. | Punkte |
| --- | ------------------- | --- | - | - | - | ------- | ----- | ------ |
| 1.  | Monterrey           | 6   | 5 | 1 | 0 | 011:400 | +7    | 16     |
| 2.  | Saprissa            | 6   | 3 | 1 | 2 | 011:700 | +4    | 10     |
| 3.  | Marathón            | 6   | 2 | 0 | 4 | 005:110 | −6    | 06     |
| 4.  | Seattle Sounders FC | 6   | 1 | 0 | 5 | 006:110 | −5    | 03     |

### Gruppe D
| Pl. | Verein                   | Sp. | S | U | N | Tore    | Diff. | Punkte |
| --- | ------------------------ | --- | - | - | - | ------- | ----- | ------ |
| 1.  | Olimpia                  | 6   | 4 | 1 | 1 | 012:700 | +5    | 13     |
| 2.  | Toluca                   | 6   | 3 | 1 | 2 | 015:500 | +10   | 10     |
| 3.  | Puerto Rico Islanders FC | 6   | 2 | 2 | 2 | 008:100 | −2    | 08     |
| 4.  | CD FAS                   | 6   | 0 | 2 | 4 | 002:150 | −13   | 02     |

## Championship Round (K.-o.-Runde)

### Qualifizierte Mannschaften
| Gruppenerste - Real Salt Lake - Santos Laguna - Monterrey - Olimpia | Gruppenzweite - Cruz Azul - Columbus Crew - Saprissa - CD Toluca |

### Viertelfinale
Die Auslosung des Viertelfinales durch die CONCACAF erfolgte am 1. November 2010.
Die Hinspiele des Viertelfinales finden vom 22. Februar bis zum 24. Februar 2011 statt. Die Rückspiele werden vom 1. März bis 3. März 2011 ausgetragen.
|               | Gesamt |                | Hinspiel | Rückspiel |
| ------------- | ------ | -------------- | -------- | --------- |
| Toluca        | 0:2    | Monterrey      | 0:1      | 0:1       |
| Cruz Azul     | 5:1    | Santos Laguna  | 2:0      | 3:1       |
| Columbus Crew | 1:4    | Real Salt Lake | 0:0      | 1:4       |
| Saprissa      | 3:1    | Olimpia        | 1:0      | 2:1       |

### Halbfinale
Die Hinspiele des Halbfinales finden am 15. und 16. März 2011 statt. Die Rückspiele werden am 5. und 6. April 2011 ausgetragen.
|                | Gesamt |           | Hinspiel | Rückspiel |
| -------------- | ------ | --------- | -------- | --------- |
| Real Salt Lake | 3:2    | Saprissa  | 2:0      | 1:2       |
| Monterrey      | 3:2    | Cruz Azul | 2:1      | 1:1       |

### Finale
Das Hinspiel des Finales wurde am 20. April 2011 ausgetragen. Das Rückspiel fand am 27. April 2011 statt.

#### Hinspiel
| CF Monterrey                                              | CF Monterrey | Real Salt Lake | Real Salt Lake |
| --------------------------------------------------------- | --- | --- | -------------- |
| CF Monterrey                                              | \| 20. April 2011 in Monterrey, Mexiko (Estadio Tecnológico) \| \| Ergebnis: 2:2 (1:1) \| \| Zuschauer: 30.247 \| \| Schiedsrichter: Joel Aguilar ( El Salvador) \| | \| 20. April 2011 in Monterrey, Mexiko (Estadio Tecnológico) \| \| Ergebnis: 2:2 (1:1) \| \| Zuschauer: 30.247 \| \| Schiedsrichter: Joel Aguilar ( El Salvador) \|                                                                                             | Real Salt Lake |
| CF Monterrey                                              | Jonathan Orozco – José María Basanta, Sergio Pérez, Hiram Mier, Ricardo Osorio – Luis Ernesto Pérez (21. Jesús Eduardo Zavala), Neri Cardozo, Walter Ayoví – Humberto Suazo, Sergio Santana (70. Jesús Arellano), Aldo de Nigris (22. Osvaldo Martínez) Cheftrainer: Víctor Manuel Vucetich | Nick Rimando – Chris Wingert, Nat Borchers, Robbie Russell (82. Tony Beltran), Jámison Olave – Will Johnson, Kyle Beckerman , Ned Grabavoy (61. Andy Williams), Javier Morales – Álvaro Saborío (82. Arturo Alvarez), Fabián Espíndola Cheftrainer: Jason Kreis | Real Salt Lake |
| CF Monterrey                                              | 1:0 Aldo de Nigris (18.) 2:1 Humberto Suazo (63.) | 1:1 Nat Borchers (35.) 2:2 Javier Morales (89.) | Real Salt Lake |
| CF Monterrey                                              | Aldo de Nigris (18.), Jesús Zavala (72.) | Kyle Beckerman (65.), Álvaro Saborío (72.), Andy Williams (74.) | Real Salt Lake |
| 20. April 2011 in Monterrey, Mexiko (Estadio Tecnológico) | | |                |
| Ergebnis: 2:2 (1:1)                                       | | |                |
| Zuschauer: 30.247                                         | | |                |
| Schiedsrichter: Joel Aguilar ( El Salvador)               | | |                |

#### Rückspiel
| Real Salt Lake                                   | Real Salt Lake | CF Monterrey | CF Monterrey |
| ------------------------------------------------ | --- | --- | ------------ |
| Real Salt Lake                                   | \| 27. April 2011 in Sandy, USA (Rio Tinto Stadium) \| \| Ergebnis: 0:1 (0:1) \| \| Zuschauer: 20.378 \| \| Schiedsrichter: Roberto Moreno ( Panama) \| | \| 27. April 2011 in Sandy, USA (Rio Tinto Stadium) \| \| Ergebnis: 0:1 (0:1) \| \| Zuschauer: 20.378 \| \| Schiedsrichter: Roberto Moreno ( Panama) \| | CF Monterrey |
| Real Salt Lake                                   | Nick Rimando – Chris Wingert, Nat Borchers, Robbie Russell (46. Tony Beltran), Jámison Olave – Will Johnson, Ned Grabavoy, Andy Williams (64. Arturo Alvarez), Javier Morales – Álvaro Saborío, Fabián Espíndola (85. Paulo Araujo Jr.) Cheftrainer: Jason Kreis | Jonathan Orozco – José María Basanta , Sergio Pérez, Héctor Morales, Hiram Mier, Ricardo Osorio – Neri Cardozo (77. Severo Meza), Walter Ayoví, Osvaldo Martínez (73. Duilio Davino) – Humberto Suazo, Sergio Santana (60. Darío Carreño) Cheftrainer: Víctor Manuel Vucetich | CF Monterrey |
| Real Salt Lake                                   | 0:1 Humberto Suazo (45.+1') | | CF Monterrey |
| Real Salt Lake                                   | Fabián Espíndola (30.) | Sergio Pérez (41.), Osvaldo Martínez (73.), Ricardo Osorio (74.), Neri Cardozo (74.), Humberto Suazo (90.) | CF Monterrey |
| 27. April 2011 in Sandy, USA (Rio Tinto Stadium) | | |              |
| Ergebnis: 0:1 (0:1)                              | | |              |
| Zuschauer: 20.378                                | | |              |
| Schiedsrichter: Roberto Moreno ( Panama)         | | |              |